# Eviota melasma
Gobie pygmée à point noir
Espèce
Eviota melasma, communément nommé Gobie pygmée à point noir, est une espèce de poissons marins de la famille des Gobiidae.
Le Gobie pygmée à point noir est présent dans les eaux tropicales du centre de l'Indo-Pacifique.
Ce gobie pygmée atteint une taille adulte maximale de 30 mm de long.